# Teorijska hemija
Teoretska hemija objašnjava hemijska i fizička opažanja. Teoretska hemija koristi fundamentalne zakone fizike, Kulonov zakon, kinetičku energiju, potencijalnu energiju, Virijalnu teoremu, Plankov zakon, Paulijev princip isključenja i mnoge druge, u objašnjavanju i predviđanju hemijskih fenomena. Termin kvantna hemija, koji potiče od Borovog kvantizovanog modela elektrona u atomu, primenjuje vremenski nezavisne Šredingerove i vremenski zavisne Dirakove formulacije.
U opštem slučaju potrebno je praviti razliku između teoretskog pristupa (nivoa teorije poput Hartri-Fok (HF), spregnutog klastera, relativistike, etc.) i matematičkog formalizma: ravanskog talasa, sfernih harmonika, periodičnog potencijala Blohovog talasa. Metodi koji iterativno rešavaju energije (svojstveni vektori) stacionarnog stanja talasa obuhvataju: ograničeni Hatri-Fok (RHF), multi-konfiguraciono samosaglasno polje (CASSCF ili MCSCF), mada se teorija odnosi na Šredingera.

## Spoljašnje veze
- [мртва веза]